# Tapiwanashe Makarawu
Tapiwanashe „Tapiwa“ Makarawu (* 14. August 2000 in Harare) ist ein simbabwischer Leichtathlet, der sich auf den Sprint spezialisiert hat. Aktuell ist er Inhaber des Landesrekordes im 200-Meter-Lauf und 2024 wurde er über diese Distanz in Douala Vizeafrikameister.

## Sportliche Laufbahn
Erste internationale Erfahrungen sammelte Tapiwa Makarawu im Jahr 2017, als er bei den U18-Weltmeisterschaften in Nairobi in der ersten Runde im 200-Meter-Lauf disqualifiziert wurde. 2022 erreichte er bei den Afrikameisterschaften in Port Louis das Halbfinale über 200 Meter und schied dort mit 21,20 s aus und mit der simbabwischen 4-mal-100-Meter-Staffel gewann er in 39,81 s gemeinsam mit Ngoni Makusha, Dickson Kamungeremu und Denzel Simusialela die Bronzemedaille hinter den Teams aus Kenia und Südafrika. Im Jahr darauf schied er bei den Weltmeisterschaften in Budapest mit 20,64 s in der ersten Runde über 200 Meter aus. 2024 verbesserte er in den Vereinigten Staaten den Landesrekord über 200 Meter auf 19,93 s und qualifizierte sich damit für die Olympischen Spiele in Paris. Im Juni belegte er bei den Afrikameisterschaften in Douala in 10,25 s den sechsten Platz über 100 Meter und gewann über 200 Meter in 20,51 s die Silbermedaille hinter dem Liberianer Joseph Fahnbulleh. Zudem kam er mit der Staffel im Vorlauf nicht ins Ziel. Anschließend erreichte er bei den Olympischen Sommerspielen in Paris mit 20,10 s im Finale den sechsten Platz über 200 Meter.
2021 wurde Makarawu simbabwischer Meister im 100- und 200-Meter-Lauf.

## Persönliche Bestleistungen
- 100 Meter: 10,05 s (+0,6 m/s), 20. Mai 2023 in Hobbs
  - 60 Meter (Halle): 6,64 s, 4. Februar 2023 in Albuquerque
- 200 Meter: 19,93 s (+1,6 m/s), 26. April 2024 in Lubbock (simbabwischer Rekord)
  - 200 Meter (Halle): 20,29 s, 13. Januar 2024 in Lubbock (simbabwischer Rekord)